# Senior Road Tower
Senior Road Tower ist ein 600,7 Meter hoher Sendemast für UKW und TV in Missouri City, Texas, Vereinigte Staaten. Er wurde 1983 als Ersatz für einen 1982 eingestürzten Sendemast errichtet.
1982 stürzte noch vor Inbetriebnahme der komplette Sendemast ein. Am 7. Dezember 1982 sollte eine schwere Antennenanlage auf den Mast gehoben werden, jedoch hielten die Abspannseile der Belastung nicht stand. Bei dem Einsturz starben fünf Arbeiter. Danach wurde der Turm 1983 erneut errichtet. 